# ベン・オコナー
ベン・アレクサンダー・オコナー（Ben Alexander O'Connor、1995年11月25日 - ）は、オーストラリア、西オーストラリア州・スビアコ出身の自転車競技（ロードレース）選手。

## 主な戦績

### 2016年
- ニュージーランド・サイクルクラシック（英語版）  総合優勝（第4ステージ優勝）

### 2017年
- ツアー・オブ・オーストリア 区間優勝（第5ステージ）

### 2018年
- ツアー・オブ・ジ・アルプス  ヤングライダー（第3ステージ優勝）

### 2020年
- エトワール・ド・ベセージュ 区間優勝（第4ステージ）
- ジロ・デ・イタリア 区間優勝（第17ステージ）

### 2021年
- ツール・ド・ロマンディ 総合6位
- クリテリウム・ドゥ・ドーフィネ 総合8位
- ツール・ド・フランス 総合4位 （第9ステージ優勝）

### 2022年
- ボルタ・ア・カタルーニャ 区間優勝（第3ステージ）
- ツール・ド・ロマンディ 総合5位
- クリテリウム・ドゥ・ドーフィネ 総合3位
- ツール・デュ・ジュラ（英語版） 優勝
- ブエルタ・ア・エスパーニャ 総合8位

### 2023年
- ツアー・ダウンアンダー 総合6位
- クリテリウム・ドゥ・ドーフィネ 総合3位

### 2024年
- ブエルタ・シクリスタ・ア・ラ・レギオン・デ・ムルシア 優勝
- UAEツアー 総合2位 (第3ステージ優勝)
- ティレーノ～アドリアティコ 総合5位
- ツアー・オブ・ジ・アルプス 総合2位
- ジロ・デ・イタリア 総合4位
- ブエルタ・ア・エスパーニャ 総合2位（第6ステージ優勝）
- 世界選手権自転車競技大会ロードレース
  -  チームタイムトライアル混合リレー 優勝
  -  ロードレース 2位

### 2025年
- ツール・ド・フランス 区間優勝（第18ステージ）

### グランツールの総合成績
| グランツール               | 2018 | 2019 | 2020 | 2021 | 2022 | 2023 | 2024 | 2025 |
| -------------------------- | ---- | ---- | ---- | ---- | ---- | ---- | ---- | ---- |
| ジロ・デ・イタリア         | DNF  | 32   | 20   | －   | －   | －   | 4    | －   |
| ツール・ド・フランス       | －   | －   | －   | 4    | DNF  | 17   | －   | 11   |
| ブエルタ・ア・エスパーニャ | －   | 25   | －   | －   | 8    | －   | 2    |      |